# مدرسه محمودیه
مدرسه محمودیه مربوط به دوره صفوی است و در کرمان، خیابان شریعتی، کوچه مدرسه محمودیه واقع شده است.
این اثر در تاریخ ۲۲ مرداد ۱۳۸۴ با شمارهٔ ثبت ۱۳۰۷۳ به‌عنوان یکی از آثار ملی ایران به ثبت رسیده است.
این بنادر دوره حکومت شاه سلیمان صفوی بنا شده است و بانی آن فردی بنام «حاج محمود کرمانی»ولد مولا شیخ محمد و تاریخی احداث این مدرسه سال ۱۰۸۵ هجری قمری و این مدرسه دارای یک مسجد و یک حمام قدیمی هم می باشد.

## نگارخانه

نمای جبهه شرقی مدرسهنمای جبهه شرقی مدرسه
گنبد مسجدگنبد مسجد